# Топика (Индијана)
Топика (енгл. Topeka) град је у америчкој савезној држави Индијана.

## Демографија
По попису из 2010. године број становника је 1.153, што је 6 (-0,5%) становника мање него 2000. године.
| Група             | 2000.         | 2010.         |
| Белци             | 1.090 (94,0%) | 1.072 (93,0%) |
| Афроамериканци    | 0 (0,0%)      | 3 (0,3%)      |
| Азијати           | 8 (0,7%)      | 11 (1,0%)     |
| Хиспаноамериканци | 31 (2,7%)     | 42 (3,6%)     |
| Укупно            | 1.159         | 1.153         |